# ФК Биркиркара
Фудбалски клуб Биркиркара (енгл. Birkirkara Football Club) је малтешки фудбалски клуб из Биркиркаре. Такмичи се у Премијер лиги Малте.
Један је од оснивача Асоцијације европских клубова.

## Успеси
- Премијер лига Малте: 1999/00, 2005/06, 2009/10, 2012/13.
- Куп Малте: 2001/02, 2002/03, 2004/05, 2007/08, 2014/15, 2022/23.
- Суперкуп Малте: 2002, 2003, 2004, 2005, 2006, 2013, 2014.